# La Croix (nouvelle)
Pour les articles homonymes, voir La Croix (homonymie) et Croix.
Ne pas confondre avec la nouvelle issue de la trilogie Kristin Lavransdatter
La Croix est une nouvelle (Das Kreuz, publiée en 1906) de l'écrivain autrichien Stefan Zweig. Elle est publiée pour la première fois en France en 1992, au sein du recueil Un mariage à Lyon, dans une traduction d'Hélène Denis.

## Résumé de la nouvelle
En 1810, sur une route de Catalogne, pendant la guerre d'Espagne. Une colonne française tombe dans une embuscade près de Holstarich. Vaillamment, la troupe se défend, attaque même, mais le silence retombe. Seul le colonel commandant la colonne, assommé et évanoui, a survécu. Vétéran des campagnes d'Égypte, d'Italie et d'Autriche, cherchant un moyen de rejoindre les lignes françaises, il réfléchit au moyen le plus sûr de traverser le pays ennemi. Après une nuit d'horreur dans la forêt hantée par les cadavres de ses hommes, il assassine un Espagnol qui passait par là et le dépouille de ses vêtements avant de les passer. Après avoir tenté de se cacher dans cette ville hostile, il retourne dans la forêt, hébété par la faim. Lorsque finalement il entend le cor des renforts français, il court à eux, vociférant de joie. Pris pour un Espagnol, il est abattu, et l'on vient constater sur son cadavre qu'un Espagnol avait eu l'outrecuidance de voler à un valeureux Français sa Croix, remise par Napoléon lui-même sur le champ d'une bataille antérieure.

## Éditions françaises
- Un mariage à Lyon, recueil de six nouvelles de Stefan Zweig. Traduction (1992) par Hélène Denis.  (ISBN 978-2-253-13893-8).
- Romans, nouvelles et théâtre, Stefan Zweig, tome II, 1995, éd. Brigitte Vergne-Cain et Gérard Rudent, La Pochothèque,  (ISBN 2-2531-3224-1).